# Municipio de Clinton (condado de Shelby)
El municipio de Clinton (en inglés: Clinton Township) es un municipio ubicado en el condado de Shelby en el estado estadounidense de Ohio. En el año 2010 tenía una población de 21221 habitantes y una densidad poblacional de 490,27 personas por km².

## Geografía
El municipio de Clinton se encuentra ubicado en las coordenadas 40°17′14″N 84°10′18″O / 40.28722, -84.17167. Según la Oficina del Censo de los Estados Unidos, el municipio tiene una superficie total de 43.28 km², de la cual 42.84 km² corresponden a tierra firme y (1.04%) 0.45 km² es agua.

## Demografía
Según el censo de 2010, había 21221 personas residiendo en el municipio de Clinton. La densidad de población era de 490,27 hab./km². De los 21221 habitantes, el municipio de Clinton estaba compuesto por el 90.61% blancos, el 3.67% eran afroamericanos, el 0.21% eran amerindios, el 1.49% eran asiáticos, el 0.15% eran isleños del Pacífico, el 0.75% eran de otras razas y el 3.11% pertenecían a dos o más razas. Del total de la población el 2.04% eran hispanos o latinos de cualquier raza.